# Naciones Arias
Las Naciones Arias (Aryan Nations o AN en inglés) es una organización religiosa de supremacistas blancos, cristianos fundamentalistas y separatistas blancos, basada originalmente en Hayden Lake, Idaho. Richard Girnt Butler fundó el grupo en la década de 1970, como una rama de la organización de Identidad Cristiana Iglesia de Jesucristo Cristiano (Church of Jesus Christ–Christian en inglés). El FBI la ha calificado como una "amenaza terrorista" en 2001 y la corporación RAND la ha llamado la  "primera red terrorista a escala nacional real" en los Estados Unidos.

## Ideología y acciones

### Inicios
Las creencias de las Naciones Arias se basan en las enseñanzas religiosas del pastor Wesley A. Swift, una figura destacada en el primer movimiento de la identidad cristiana. Swift combinó el israelismo británico, el antisemitismo extremo y la militancia política. Fundó su propia iglesia en California a mediados de la década de 1940. Presentó una transmisión de radio diaria en California durante las décadas de 1950 y 1960. En 1957, el nombre de su iglesia fue cambiado a Iglesia de Jesucristo-cristiana, que continúa siendo utilizado por las iglesias de las Naciones Arias.
Desde 1974 hasta 2001, la sede de Aryan Nations estuvo ubicada en un complejo de 20 acres (8,1 ha) a 1,8 millas al norte de Hayden, Idaho. Las Naciones Arias tenían varios capítulos estatales, pero estaban muy descentralizados y los vínculos de los capítulos con la sede de la organización eran extremadamente débiles. El grupo organizó un Congreso Mundial Anual de Naciones Arias en Hayden Lake para miembros de Naciones Arias y miembros de grupos similares.
Las Naciones Arias (en inglés estadounidense: Aryan Nations) tienen su origen en las ideas del Ku Klux Klan (KKK), pero con un sentido mucho más orientado hacia la religión. La principal diferencia con el conocido grupo supremacista es que si bien el KKK empezó como un grupo de civiles que después se cohesionó en relación con las ideas religiosas, los primeros miembros de las Naciones Arias eran protestantes fanáticos que consideraron que sus reivindicaciones deberían defenderse mediante el uso de las armas de fuego.

### Estructura y creencias
Hasta 1998, el liderazgo de las Naciones Arias permaneció firmemente en manos de Richard Girnt Butler. En ese momento, tenía más de 80 años y su salud era mala. En el Congreso Mundial anual de Naciones Arias en 2001, Neuman Britton fue designado para dirigir las Naciones Arias como sucesor de Butler. Pero en agosto de 2001, después de la muerte de Britton, Butler nombró a Harold Ray Redfeairn, que era de Ohio, para dirigir las Naciones Arias como su sucesor; había estado haciendo campaña por el control de la organización desde mediados de la década de los 90´s. Redfeairn había traído a Dave Hall, un informante de la FBI que expuso las actividades ilegales del grupo. Después de que se descubrió esto, algunos miembros del grupo desconfiaron de Redfeairn. Redfeairn y August Kreis III, el ministro de propaganda de las Naciones Arias, formaron un grupo disidente, y Butler los expulsó de las Naciones Arias.
Unos meses más tarde, Redfeairn volvió a formar una alianza con Butler. El Congreso Mundial de Butler de 2002 atrajo a menos de 100 personas, y cuando se postuló para alcalde, perdió, obteniendo solo 50 votos en contra. más de 2100 votos. Redfeairn murió en octubre de 2003, y Butler murió de insuficiencia cardíaca en septiembre de 2004. En el momento de la muerte de Butler, Aryan Nations tenía alrededor de 200 miembros que participaban activamente.
La característica más significativa de este grupo es su antisemitismo y sus acciones violentas contra clínicas donde se practiquen abortos e incluso contra su personal. Consideran que los judíos son unos usurpadores y que los verdaderos herederos del reino de Dios serían ellos, como descendientes de las tribus perdidas de Israel (una postura fundamentada en el angloisraelismo).
El grupo tenía una página web desde la cual incluso se ha llamado al asesinato de médicos de clínicas donde se practican abortos. En 1999 la página fue eliminada porque uno de los nombres señalados finalmente fue asesinado.
Miembros individuales de este grupo también asesinaron a médicos que practicaban abortos.
Pese a que no son especialmente conocidos a nivel mundial, anualmente llevan a cabo numerosos ataques terroristas contra diferentes objetivos, entre los que destacan los afroestadounidenses, los inmigrantes latinoamericanos y los judíos; miembros de estas tres comunidades han sido repetidamente atacados en forma violenta. También han atacado a militantes por los derechos civiles y estadounidenses de izquierda.
En 1983, Robert Jay Mathews, quien había visitado el complejo de las Naciones Arias muchas veces, formó The Order, junto con los miembros de las Naciones Arias Dan Bauer, Randy Duey, Denver Parmenter y Bruce Pierce. La misión de la Orden era derrotar al denominado Gobierno de Ocupación Sionista (ZOG) y establecer el Imperativo Territorial del Noroeste (la creación de un etnoestado blanco independiente ubicado en el noreste de Estados Unidos) a través de un plan orquestado de terrorismo doméstico que involucra varios crímenes, incluyendo asesinato, incendio premeditado, robo a mano armada, robo, falsificación y extorsión entre 1983 y 1984. Dennis McGiffen, quien también tenía vínculos con las Naciones Arias, formó un grupo llamado "El Nuevo Orden", inspirado en el grupo de Mathews. Los miembros fueron arrestados antes de que pudieran seguir con sus planes violentos. Buford O. Furrow, Jr., quien fue condenado por los disparos en el Centro de la Comunidad Judía de Los Ángeles y el asesinato del trabajador postal filipino estadounidense Joseph Ileto, había pasado un tiempo en el complejo de las Naciones Arias trabajando como guardia de seguridad.

## Tiroteo y demanda
En septiembre de 2000, el Southern Poverty Law Center (SPLC) ganó un juicio de $ 6.3 millones contra las Naciones Arias de un jurado de Idaho que otorgó daños punitivos y compensatorios a los demandantes Victoria Keenan y su hijo Jason. Los dos habían sido golpeados con fusiles por los guardias de seguridad de las Naciones Arias en Coeur d'Alene, Idaho, en julio de 1998. La mujer y su hijo conducían cerca del complejo de las Naciones Arias, cuando se produjo una deflagración de escape en el tubo de escape de su vehículo, los guardias de seguridad del complejo afirmaron haber malinterpretado la deflagración como el sonido de un disparo. A continuación, los guardias dispararon contra el automóvil de los Keenan, alcanzándolo varias veces, lo que provocó el choque del automóvil, después de lo cual uno de los guardias de las Naciones Arias mantuvo retenidos a los Keenan a punta de pistola. El SPLC presentó una demanda en nombre de los Keenan. Un jurado determinó que Butler y Aryan Nations fueron muy negligentes al seleccionar y supervisar a los guardias, y otorgaron a los Keenans $6.3 millones. Un abogado local del equipo legal de Keenan dijo que el gran veredicto fue en parte para compensar a los Keenan, pero en gran medida para castigar a Butler y a sus seguidores, y que ello debía servir para disuadirlos de mantener conductas parecidas en el futuro.
El veredicto de $6.3 millones hizo que Butler se declarara en bancarrota un mes después. Como parte del proceso de bancarrota, la propiedad del grupo se puso a subasta. SPLC prestó a los Keenan $95,000 dólares para ofertar por la propiedad de 20 acres. En febrero de 2001, el complejo y la propiedad intelectual del grupo Hayden Lake, incluidos los nombres "Naciones Arias" e "Iglesia de Jesucristo Cristiano", fueron transferidos a los Keenan. El filántropo nativo y millonario de Idaho, Greg Carr, compró la propiedad a los Keenan, que luego donó al North College College de Idaho. Ahora es un parque dedicado a la paz.
El departamento de bomberos local demolió algunos de los antiguos edificios de la iglesia, quemándolos durante unos ejercicios de entrenamiento. Edgar Steele, el abogado que había representado a Butler, fue declarado culpable de contratar a un sicario para matar a su propia esposa, y en 2014 murió mientras cumplía una condena de 50 años de prisión.

## Separación y declive
Hay tres facciones principales de las Naciones Arias. Uno está dirigido por August Kreis III y Charles John Juba. En 2002, el grupo de Kreis estaba en un complejo de 10 acres (4.0 ha) en la ciudad rural de Ulysses en el condado de Potter, en el centro norte de Pensilvania, que fue sede del Congreso Mundial de Naciones Arias de 2002. Juba renunció en marzo de 2005, anunciando que Kreis era el nuevo líder del grupo, con una nueva sede en Lexington, Carolina del Sur. En 2005, Kreis recibió atención de los medios al buscar una alianza entre las Naciones Arias y Al Qaeda.
En 2005, la Sagrada Orden del Sacerdocio de Phineas, anteriormente asociada con la facción operada por Kreis, se separó y formó Aryan Nations Revival, con sede en la ciudad de Nueva York. La Orden Sagrada se creó en oposición a la aceptación de Kreis de seguidores de la Wicca, el Islam y el Odinismo, que se vio como una desviación de la creencia central de la identidad cristiana de las naciones arias. Revival se convirtió rápidamente en la facción más grande.
Los líderes del Revival fueron colocados en el Registro del Congreso como terroristas domésticos, y se determinó que la Santa Orden de la Hermandad del Sacerdocio de Phinehas era el ala terrorista de las Naciones Arias. Aryan Nations Revival presentó una emisión de radio semanal titulada The Aryan Nations Broadcast. Transmitido desde 1979 hasta 2009, el programa de radio fue autorizado por Richard Butler. La transmisión terminó inmediatamente cuando el presentador, Hal Turner, fue arrestado por amenazar la vida de jueces federales en Chicago. Mientras estaba encarcelado, Turner anunció, a través de su abogado, que era un informante federal, y que las Naciones Arias se encontraba entre las organizaciones que habían sido informadas.
En 2009, Aryan Nations Revival, con sede en Texas, se fusionó con Aryan Nations, del pastor Jerald O'Brien, con sede en Coeur d'Alene, Idaho, ya que ambas partes eran fervientes adherentes a la identidad cristiana.
A principios de 2012, Kreis renunció a las Naciones Arias mientras estaba en prisión, pasando el liderazgo de la organización a Drew Bostwick. Según un estudio del Southern Poverty Law Center (SPLC) realizado en 2016, La influencia de Naciones Arias se fue debilitando en el transcurso del nuevo milenio, siendo la demanda realizada por el SPLC en el año 2000 y la muerte de Butler cuatro añs después lo golpes más fuertes que recibió a la organización, mencionando que para 2015 ningún capítulo de la organización sigue en pie.

## Símbolos
El emblema (o escudo) de las Naciones Arias está diseñado para reflejar aspectos del israelismo británico. El significado de estos son:

Logo usado comúnmente por las Naciones Arias.

- La Cruz de Jacob: Simboliza las bendiciones para Israel, la espada, la verdad, la cruz y la resurrección de Cristo. Las tres barras en cada una de las cuatro esquinas simbolizan las 12 Tribus de Israel y el Reino de Dios en la Tierra.[34]

- El Cuadrado: El logo representa la formación divinamente designada y el orden comandado por Adonái Sebaot, el Señor de los ejércitos de las Tribus de Israel, la nación santa de Israel, el símbolo de la ciudad santa de Jerusalén, y las 12 Tribus de Israel, la raza aria blanca, el pueblo elegido por el Dios Yahweh en la Santa Biblia.[34]

Bandera alternativa de Naciones Arias.

## Asociados
En 1983, Robert Jay Mathews, que había visitado el complejo de las Naciones Arias muchas veces, formó La Orden, junto con los miembros de las Naciones Arias Dan Bauer, Randy Duey, Denver Parmenter, y Bruce Pierce. La misión de la Orden era derrocar al Gobierno de Ocupación Sionista (ZOG) y establecer el Imperativo Territorial del Noroeste a través de un complot orquestado para cometer actos de terrorismo interno, que incluiría asesinato,  incendio provocado, robo a mano armada, robo, falsificación y extorsión entre 1983 y 1984. Dennis McGiffen, que también tenía vínculos con Aryan Nations, formó un grupo llamado "The New Order", inspirado en el grupo de Mathews. Los miembros fueron arrestados antes de que pudieran llevar a cabo sus violentos planes.
Buford O. Furrow, Jr., quien fue declarado culpable tanto de un tiroteo en el Centro Comunitario Judío de Los Ángeles, así como del asesinato del trabajador postal filipinoamericano Joseph Ileto, había trabajado anteriormente como guardia de seguridad en el complejo de las Naciones Arias durante algún tiempo. El 4 de abril de 2004, con la intención de iniciar una Guerra santa racial, Sean Michael Gillespie (exmiembro de Naciones Arias) lanzó un cóctel Molotov en el Templo B'nai Israel ubicado en la ciudad de Oklahoma, en el estado de Oklahoma. No hubo víctimas, pero el edificio sufrió daños materiales. Gillespie fue arrestado en Little Rock, Arkansas, el 16 de abril del mismo año, pero no fue hasta agosto del 2005 cuando fue sentenciado a 39 años de prisión por atacar una sinagoga y enviar una carta con contenido racista a una congregación judía. El acusado levantó la mano en un saludo nazi con los brazos rígidos cuando el juez abandonó el tribunal.